# Околоушно-жевательная область

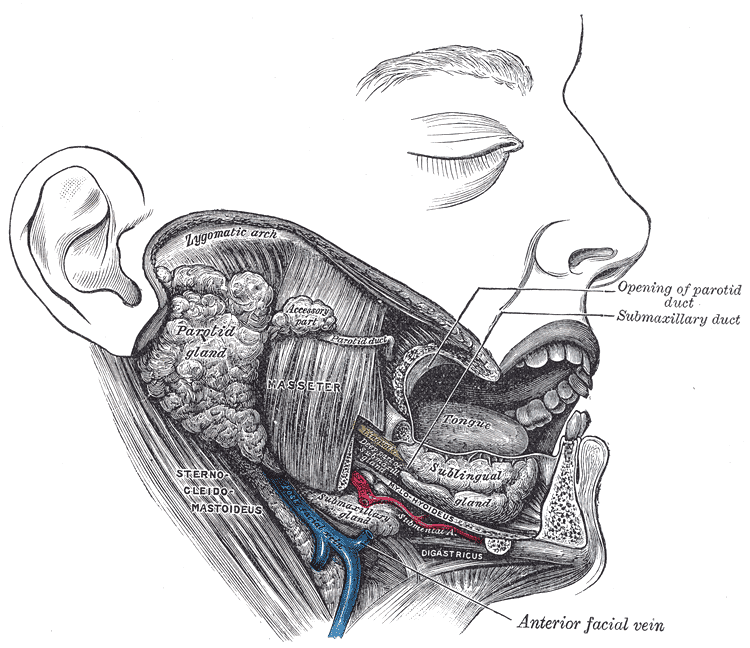
Подкожные анатомические структуры лица. Визуализируется жевательная мышца (masseter) и околоушная слюнная железа (parotid gland)

Околоушно-жевательная область (лат. regio parotideomasseterica) — парная анатомическая область лица человека, располагающаяся кзади от щёчной области. Названа по наиболее крупным анатомическим образованиям данной области — околоушной слюнной железе и жевательной мышце. Верхней границей околоушно-жевательной области является скуловая дуга, нижней — угол и нижний край нижней челюсти. Границей между околоушно-жевательной и щечной областями является передний край жевательной мышцы, определяемый пальпаторно; задняя граница околоушно-жевательной области — линия, проведённая между наружным слуховым проходом и верхушкой сосцевидного отростка височной кости. Кожа околоушно-жевательной области тонкая, связана прободающими подкожную клетчатку соединительно-тканными волокнами с собственной фасцией области. У мужчин кожа в этой области имеет волосяной покров.
Лицо искусственно разделяют на передний и боковые отделы. В переднем отделе выделяют ротовую, щечные, носовой, глазные, подглазные и подбородочной области. Околоушно-жевательный участок относится к боковому отделу лицевой части головы вместе с окружающей ее клетчаткой и всеми анатомо-морфологическим элементами располагаются внутри околоушной слюнной железы - артерии, венозные сплетения, разветвления лицевого и тройничного нервов, а также ветвей шейного сплетения и элементы лимфатической системы лица. Название участок получил от включения в свои границы околоушной железы и жевательной мышцы.